# بوبي فيليبس (لاعب كرة سلة)
بوبي فيليبس (1975 بساليسبري في الولايات المتحدة - ) (بالإنجليزية: Bobby Phillips)‏ هو لاعب كرة سلة أمريكي في مركز هجوم صغير الجسم.

## وصلات خارجية
- بوبي فيليبس على موقع كرة السلة الأوروبية.كوم (الإنجليزية)
- بوبي فيليبس على موقع كلية كرة السلة في سبورتس رفرنس.كوم (الإنجليزية)